# Chicaloma
Chicaloma ist eine Ortschaft im Departamento La Paz im südamerikanischen Anden-Staat Bolivien.

## Lage im Nahraum
Chicaloma ist zentraler Ort des Kanton Chicaloma und zweitgrößter Ort im Municipio Irupana in der Provinz Sud Yungas. Die Ortschaft liegt auf in einer Höhe von 1677 m etwa fünfzehn Kilometer Luftlinie nordwestlich des Río Boopi, einem Quellfluss des Río Beni.

## Geographie
Chicaloma liegt in den bolivianischen Yungas am Ostabhang des Hochgebirgsrückens der Cordillera Real. Die Region weist ein ausgeprägtes Tageszeitenklima auf, bei dem die mittleren Temperaturschwankungen im Tagesverlauf deutlicher ausfallen als im Ablauf der Jahreszeiten.
Die Jahresdurchschnittstemperatur der Region liegt bei 21 °C (siehe Klimadiagramm Chulumani), die Monatsdurchschnittstemperaturen schwanken nur unwesentlich zwischen 18 °C im Juli und 22 °C im Dezember. Der Jahresniederschlag beträgt etwa 1150 mm, die Monatsniederschläge liegen zwischen etwa 20 mm in den Monaten Juni und Juli und mehr als 150 mm von Dezember bis Februar.

## Verkehr
Chicaloma liegt etwa 150 Straßenkilometer östlich von La Paz, der Hauptstadt des gleichnamigen Departamentos.
Von La Paz führt die asphaltierte Nationalstraße Ruta 3 in nordöstlicher Richtung 60 Kilometer bis Unduavi, von dort zweigt die unbefestigte Ruta 25 in südöstlicher Richtung ab und erreicht über Chulumani nach 97 Kilometern Irupana. Von dort aus führt eine unbefestigte Landstraße nach Chicaloma.

## Bevölkerung
Die Einwohnerzahl der Siedlung war in den vergangenen beiden Jahrzehnten deutlichen Schwankungen unterlegen:
| Jahr | Einwohner | Quelle       |
| ---- | --------- | ------------ |
| 1992 | 731       | Volkszählung |
| 2001 | 634       | Volkszählung |
| 2012 | 768       | Volkszählung |
| 2024 |           | Volkszählung |

Die Ortschaft weist einen hohen Anteil an afro-bolivianischer Bevölkerung auf. Sie sind Nachkömmlinge der aus Afrika verschleppten Menschen, die von den Spaniern nach Bolivien gebracht wurden, um in den Minen zu arbeiten, und später in die Yungas umgesiedelt wurden.

## Persönlichkeiten
- Alejandra Quisbert (* 1992), Fußballschiedsrichterin